# Lamiel – ich liebe die Liebe
Lamiel – ich liebe die Liebe (Originaltitel: Lamiel) ist ein französisch-italienischer Spielfilm aus dem Jahr 1967 von Jean Aurel. Das Drehbuch verfasste er selbst zusammen mit Cécil Saint-Laurent. Es basiert sehr lose auf dem gleichnamigen unvollendeten Roman von Stendhal. Die Hauptrollen sind mit Anna Karina, Michel Bouquet und Pierre Clémenti besetzt. Seine Weltpremiere hatte der Film am 30. August 1967 in Frankreich. In der Bundesrepublik Deutschland kam er erstmals am 15. März 1968 in die Kinos.

## Handlung
Hauptfigur des Films ist der ehrgeizige Landarzt Sansfin. Er entdeckt die zur Schönheit erblühte Waise Lamiel bei einem Bauern und bringt sie als Vorleserin im nahen Schloss seiner herzoglichen Patientin de Miossens unter. Mit deren Sohn Fédor brennt Lamiel bald nach Paris durch und erheiratet sich dort durch die Vermittlung Doktor Sansfins sogar einen Gräfinnentitel, nachdem ihr der Landarzt über eine Adoption Adel und Mitgift verschafft hat. Er selbst steigt zum begehrten Modearzt auf, ohne freilich aus einem interessierten Bewunderer Lamiels auch zu einem ihrer zahlreichen Liebhaber zu werden. Als sich dann aber sein inzwischen sehr berechnend denkendes Protektionskind, das inmitten der vielen Liebesabenteuer nie ein Glücksgefühl empfinden konnte, in den sehr männlichen Einbrecher und Mörder Roger Valbert wirklich verliebt, erwacht in ihm doch noch die Eifersucht. Er fordert den Verfolgten zu einem gefährlichen Besuch in der Pariser Oper heraus – und der auf den entdeckten Valbert abgegebene Schuss trifft Lamiel tödlich.

## Kritiken
Das Lexikon des internationalen Films hält nicht viel von dem Werk: „Filmisch belanglose, nach dem Romanfragment von Stendhal erzählte frivole Geschichte, die im Stil der «Caroline Chérie»-Filme unterhalten will“. Auch der Evangelische Film-Beobachter fand nur wenig nette Worte: „Die teilweise ansprechende Verpackung des […] Films kann nicht über den für die heutige Zeit nichtssagenden Inhalt hinwegtäuschen. Zu entbehren!“ Auch das Urteil des Spiegels fällt negativ aus: „Jean Aurel (Regie) und Cécil Samt-Laurent (Buch), Fabrikanten gängiger Galanteriewaren, drehten ihr Kostüm-Kino nach einem guten Buch: Stendhals sozialkritisches Romanfragment ‚Lamiel‘ wird als Vorlage genannt, doch jedwede Ähnlichkeit ist rein zufällig. Denn die Film-Lamiel […] liebt sich gleich Barbarella durch eine flache Comic-strip-Welt, und wie es bei ihr da drinnen aussieht, ficht niemand was an.“